# Karl Arnold (ciclista)
Karl Arnold va ser un ciclista alemany, que va prendre part en quatre proves dels Jocs Intercalats i va aconseguir la medalla de bronze en la de tàndem fent parella amb Otto Küpferling, per darrere dels britànics Johnnie Matthews i Arthur Rushen, i dels germans Max i Bruno Götze.